# Federația Moldovenească de Fotbal
Federația Moldovenească de Fotbal (FMF) este forul conducător al fotbalului din Republica Moldova. Aceasta se ocupă cu organizarea Super Ligii Moldovei, Cupei și Supercupei Moldovei, și a naționalei de fotbal a Moldovei, sediul său fiind în Chișinău. Ea este afiliată la UEFA din 1993 și la FIFA din 1994.
Comitetul executiv este condus de președintele Leonid Oleinicenco și secretarul general Serghei Butelschi. Președintele de onoare este Pavel Cebanu.

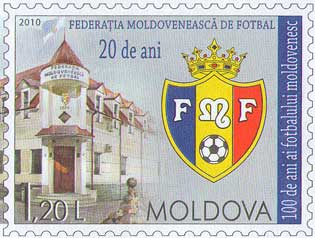
Timbru din Republica Moldova dedicat împlinirii a 20 de ani de existență a Federației Moldovenești de Fotbal și centenarului fotbalului moldovenesc

## Infrastructură

### Fotbal
Echipa națională de fotbal a Moldovei își joacă meciurile oficiale pe Stadionul Zimbru, care este o structură privată, dar se află în administrarea FMF până în 2026. Echipa de seniori, împreună cu echipele de tineret, folosesc Stadionul CPSM pentru antrenamente. Acesta este situat în Vadul lui Vodă, un sat de-a lungul râului Nistru, la aproximativ 25 de kilometri de Chișinău.

### Futsal
Complexul Sportiv Futsal Arena FMF, inaugurat în 2014, este un complex sportiv situat în Ciorescu, la 12 kilometri de Chișinău. Cu o suprafață de 4.694,5 metri pătrați, acesta dispune de un teren multifuncțional, locuri pentru 1.302 spectatori, facilități pentru mass-media, tabele de marcaj electronice și facilități complete. UEFA a contribuit cu 4,2 milioane de euro la construcția acestuia.

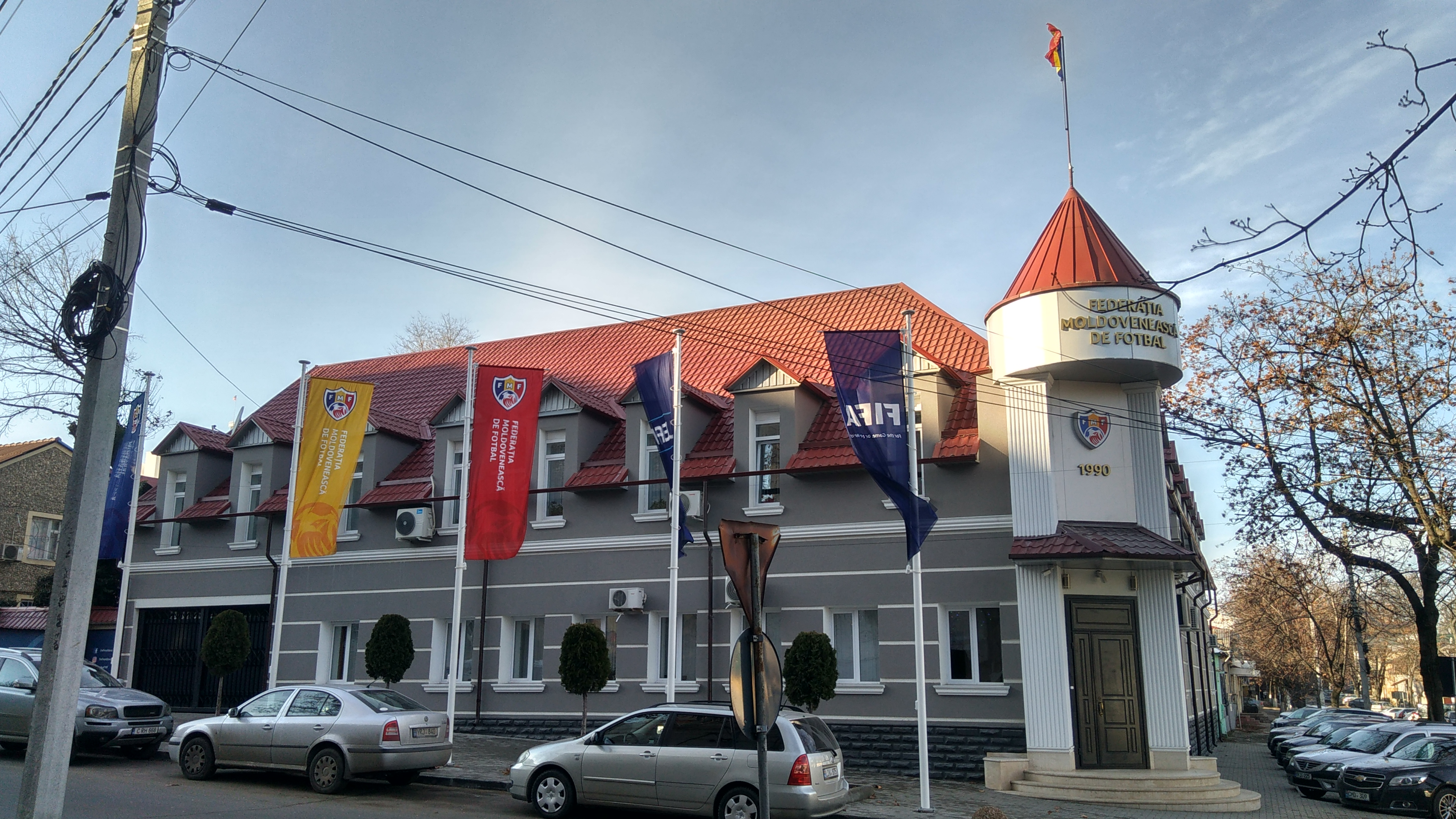
Sediul central din Chișinău

### Fotbal pe plajă
Arena de fotbal pe plajă a FMF se află în Parcul La Izvor din Sectorul Buiucani al capitalei Republicii Moldova. Stadionul a fost inaugurat în august 2020 și a găzduit meciuri din edițiile 2022 și 2024 a Euro Beach Soccer League.

## Președinți
- Grigore Cușnir (1990–1991)
- Constantin Tampiza (1991–1995)
- Petru Comendant (1995–1996)
- Pavel Cebanu (1997–2019)
- Leonid Oleinicenco (2019–prezent)